# (8080) Intel
(8080) Intel (1987 WU2) – planetoida z pasa głównego asteroid okrążająca Słońce w ciągu 4,84 lat w średniej odległości 2,86 au. Odkryta 17 listopada 1987 roku.